# Cammino Retico
De Cammino Retico is een langeafstandswandelpad in Veneto en Trentino in Italië. Het bewegwijzerde pad (een idee van Francesco De Bortoli, genoemd naar de Raeti) werd gecreëerd in mei 2024. De route loopt over 191 kilometer in tien etappes in een lus vanaf Aune di Sovramonte.